# Milton-Freewater
Milton-Freewater è una città degli Stati Uniti, situata in Oregon, nella contea di Umatilla.